# Arquidiócesis de Otranto
La arquidiócesis de Otranto (en latín: Archidioecesis Hydruntina y en italiano: Arcidiocesi di Otranto) es una circunscripción eclesiástica de la Iglesia católica en Italia. Se trata de una arquidiócesis latina, sufragánea de la arquidiócesis de Lecce. Desde el 19 de abril de 2023 su arzobispo es Francesco Neri, de la Orden de los Hermanos Menores Capuchinos.

## Territorio y organización

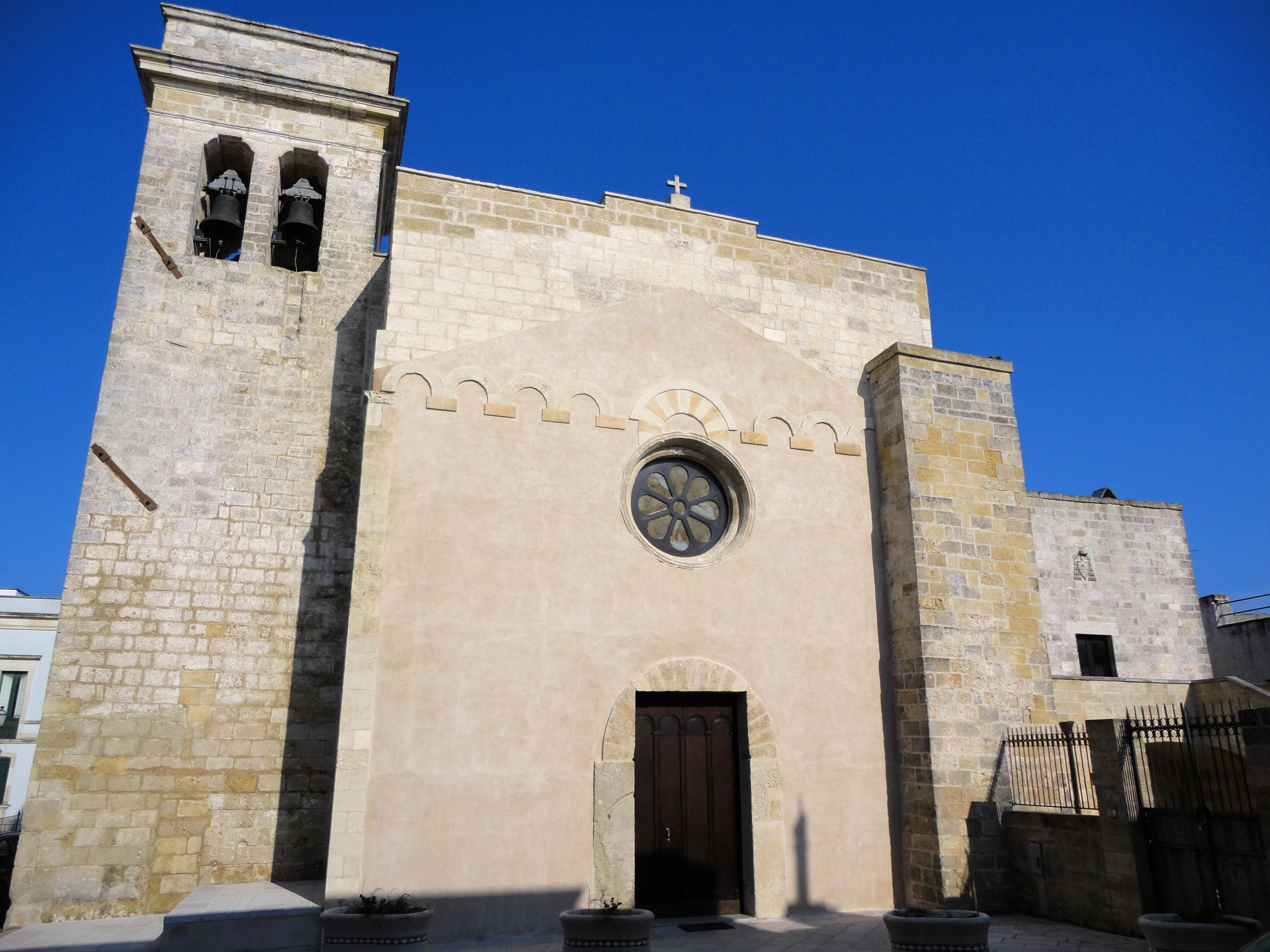
Excatedral de la Anunciada, en Castro

La arquidiócesis tiene 800 km² y extiende su jurisdicción sobre los fieles católicos de rito latino residentes en 41 comunas de la provincia de Lecce en la región de Apulia: Andrano, Bagnolo del Salento, Botrugno, Calimera, Cannole, Caprarica di Lecce, Carpignano Salentino, Castri di Lecce, Castrignano de' Greci, Castro, Collepasso, Corigliano d'Otranto, Cursi, Cutrofiano, Diso, Galatina, Giuggianello, Giurdignano, Maglie, Martano, Martignano, Melpignano, Minervino di Lecce, Muro Leccese, Nociglia, Ortelle, Otranto, Palmariggi, Poggiardo, San Cassiano, San Donato di Lecce, Sanarica, Santa Cesarea Terme, Scorrano, Sogliano Cavour, Soleto, Spongano, Sternatia, Surano, Uggiano la Chiesa y Zollino.

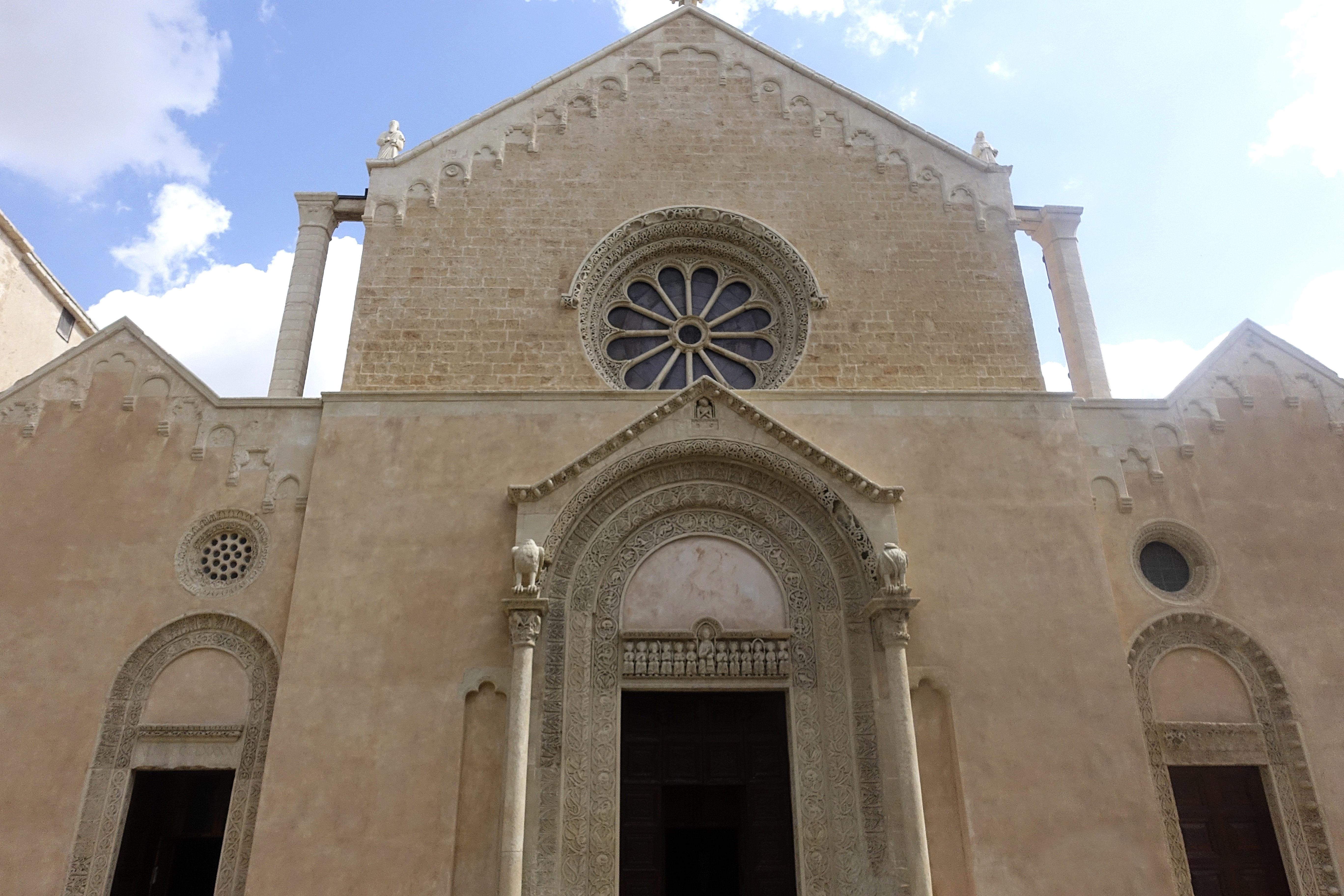
Basílica de Santa Catalina de Alejandría, en Galatina

La sede de la arquidiócesis se encuentra en la ciudad de Otranto, en donde se halla la Catedral de Santa María Anunciada. En Castro se halla la excatedral de la Anunciada (fue la catedral de la diócesis de Castro di Puglia hasta el 27 de junio de 1818) y en Galatina la basílica de Santa Catalina de Alejandría.
En 2021 en la arquidiócesis existían 80 parroquias agrupadas en 7 vicariatos: Calimera, Galatina, Martano, Maglie, Otranto, Poggiardo y Castro.

## Historia

### Primer milenio
Según la tradición, que no tiene fiabilidad histórica, la comunidad cristiana de Otranto, como muchas otras en Apulia, fue fundada por el apóstol san Pedro, en su viaje a Roma. «En la antigua Calabria romana –como se llamaba la actual península salentina– los primeros testimonios de presencia cristiana se remontan a principios del siglo IV y es plausible pensar que las comunidades de Gallipoli, Lupiae y Otranto ya fueran sedes episcopales».
Sin embargo, la primera mención de la existencia de la diócesis de Otranto se remonta a finales del siglo VI. En el epistolario de Gregorio Magno se menciona en varias ocasiones al obispo Pietro de Otranto. En noviembre de 595 el papa nombró a Pietro visitador de las Iglesias de Bríndisi, Lecce y Gallipoli, que habían quedado sin sus respectivos obispos, con la tarea de supervisar la conservación del patrimonio eclesiástico de las mencionadas Iglesias y el nombramiento de nuevos prelados. En julio de 599 el pontífice escribió a su administrador en Apulia, Sergio, pidiéndole que instruyera al obispo de Otranto para que procediera a la detención del esclavo fugitivo Pietro, que pertenecía al hermano del papa. La mención de Pietro se remonta al año 599 en una carta al administrador Sergio (en junio o julio) en relación con una disputa entre el obispo de Otranto y el diácono Fruniscendo. Finalmente, Pietro está documentado en la carta de septiembre de 601 todavía como administrador de la Iglesia de Bríndisi, y en la que se le encarga haber concedido las reliquias de san Leucio al monasterio de San Leucio cerca de Roma, de donde habían sido robadas.
En el siglo VII se conocen otros dos obispos de Otranto, que participaron en dos sínodos romanos. En el año 649 el obispo Andrea participó en el Concilio de Letrán convocado por el papa Martín I para condenar la herejía monotelita. Por la misma razón, el obispo Giovanni estuvo presente en el concilio romano convocado por el papa Agatón en el año 680, cuyas actas fueron leídas y aprobadas durante las sesiones del Concilio de Constantinopla III, que comenzó el 7 de noviembre del mismo año.
La diócesis de Otranto, como todas las del sur de Italia y de Sicilia, continuó dependiendo espiritualmente de Roma incluso después de la inclusión de Salento en el Imperio bizantino a partir de mediados del siglo VI. Sin embargo, hacia el año 732, el emperador bizantino León III el Isaurio separó las diócesis de la Italia bizantina del patriarcado de Roma y las sometió al patriarcado de Constantinopla, imponiendo progresivamente el rito griego.
En el siglo IX Otranto fue elevada al rango de arquidiócesis autocéfala, es decir, no dependiente de ningún metropolitano. Así aparece en la Notitia Episcopatuum de León VI el Sabio, datada a principios del siglo X.
Hay dos arzobispos conocidos de Otranto. El arzobispo Marco participó en el Concilio de Constantinopla en 879 que rehabilitó al patriarca Focio y firmó las actas entre los arzobispos Luciano de Durazzo y Arsenio de Lemnos. En 921 un arzobispo no identificado de Otranto recibió una carta del patriarca de Constantinopla Nicolás I el Místico, en la que entre otras cosas se hacía referencia a la muerte sangrienta de un estratega bizantino en Ascoli Satriano en abril de ese año.
En el marco de una reestructuración administrativa y eclesiástica general de las posesiones bizantinas en Italia, en 968 el emperador Nicéforo Focas autorizó al patriarca Polieucto a erigir la sede metropolitana de Otranto, otorgando al metropolitano Pietro el título de primado de Salento y el poder de consagrar a los obispos sufragáneos de Acerenza, Tursi, Gravina, Matera y Tricarico. No está claro si estas disposiciones tuvieron algún efecto real, ya que las Notitiae Episcopatuum bizantinas del siglo XI solo mencionan una sede sufragánea de Otranto, la de Tursi.
El último metropolitano griego de Otranto fue Hipatio, quien en 1054, solo entre todos los obispos de la Italia bizantina, participó en el sínodo convocado por el patriarca Miguel Cerulario en Constantinopla durante el cual se oficializó la ruptura con la Iglesia de Occidente; Hipatio es probablemente el mismo metropolitano que en 1066 participó en el sínodo reunido en la capital imperial por el patriarca Juan VIII Xiphilinus. Sin embargo, parece que el título de Otranto continuó asignándose a Constantinopla, incluso después del fin del dominio bizantino en la península de Salento. De hecho, Giovanni, "arzobispo de Otranto", es mencionado en un decreto sinodal del emperador Nicéforo III Botaniates de 1079.

### Segundo milenio
La dominación bizantina en Salento terminó a mediados del siglo XI. Esto provocó el retorno de Otranto a la autoridad y obediencia romana. Esta transición, sin embargo, no fue traumática. De hecho, ya en 1067 está documentado que el primer obispo de rito latino, Ugo, participó en el Concilio de Melfi II. Ugo todavía es mencionado en 1068, cuando asistió a un Concilio de Letrán en Roma, y en 1071, cuando estaba entre los consagradores de la nueva iglesia abacial de Montecasino.
En 1088, en presencia de Roffredo, metropolitano de Benevento y legado papal, se consagró la nueva catedral de Otranto. En esta ocasión también estuvo presente el arzobispo de Otranto Guglielmo. En 1105 el papa Pascual II confirmó a los arzobispos de Otranto todos los privilegios disfrutados anteriormente y en particular el título primacial y el uso de la cruz patriarcal.
Durante el episcopado de Gionata, entre 1163 y 1165, la catedral fue «enriquecida con el excepcional mosaico del suelo, único en su tamaño y en los temas representados».
Se desconoce el período en el que se erigió la provincia eclesiástica "latina" de Otranto. Las primeras noticias que se tienen sobre ella datan sólo de la segunda mitad del siglo XII. El Provinciale Vetus de Albino (hacia 1190) y el catálogo de Cencio Camerario informan de cinco diócesis sufragáneas: Castro, Ugento, Alessano, Gallipoli y Lecce.
Aunque ya no estaba bajo la jurisdicción del patriarcado de Constantinopla, el rito griego continuó sobreviviendo durante muchos siglos más. Signo de esta continuidad fue la fundación del monasterio de San Nicola di Casole, cerca de Otranto, erigido en 1098 por orden del príncipe Bohemundo de Tarento y de su esposa Constanza, que fue un centro de estudios greco-bizantinos hasta su destrucción en el siglo XV.
En 1480 la ciudad fue conquistada por los turcos liderados por Gedik Ahmed Bajá, quienes masacraron a la población durante la Batalla de Otranto. Cientos de personas fueron asesinadas, conocidas como los santos mártires de Otranto, entre ellos el arzobispo Stefano Pendinelli, asesinado in odium fidei, y por ello fueron beatificados en 1771 y canonizados el 12 de mayo de 2013 por el papa Francisco.
En el siglo XVI Pietro Antonio Di Capua participó activamente en el Concilio de Trento y en 1567 convocó un concilio provincial para implementar las decisiones tridentinas. En este período postconciliar, bajo la presión de los pontífices y de las congregaciones de la curia romana, se inició el proceso de latinización completa de la liturgia. Después de la obligación del rito latino impuesta por el arzobispo Pietro Corderos en el sínodo de 1583, todavía quedaban doce, de un total de cuarenta, parroquias de la arquidiócesis oficiadas en rito griego. Los historiadores locales han subrayado a menudo cómo el fin del rito griego en Salento se produjo a menudo de forma sangrienta, como en Calimera en 1663, cuando «el último protopapa griego fue asesinado por los latinos, luego el rito griego fue destruido, los recuerdos y los documentos fueron quemados y la parroquia fue sometida al arzobispo latino de Otranto». En realidad, escribe Mauro Cassoni, en Calimera, como en otros centros de la arquidiócesis, a finales del siglo XVII y en la primera mitad del siglo XVIII, están documentados matrimonios de clérigos, con "vestimenta clerical", como era costumbre en la Iglesia de rito griego.
«Con el siglo XVII-XVIII, como en toda la Italia meridional, también en la Tierra de Otranto se produjo un masivo arraigo español en el territorio, obtenido con el control real de los nombramientos episcopales. De los catorce obispos de Otranto en estos dos siglos, nueve vinieron de Nápoles, dos de Madrid y uno de Lisboa. Muchos tenían orígenes nobles y más de unos destacaban por su cultura. También fue considerable el número de los que provenían de las filas de los religiosos: encontramos un agustino, un mercenario, dos benedictinos y cuatro teatinos.»
También en Otranto, como en otras diócesis del Salento, el seminario fue fundado tardíamente. En 1750 los jesuitas fundaron en Galatina un colegio para la formación de sacerdotes. Cinco años más tarde, el seminario de Otranto fue fundado por el arzobispo Nicolò Caracciolo. De los informes de las visitas canónicas hechas por los arzobispos, se deduce que en el siglo XVIII existían aproximadamente cuarenta parroquias en el territorio, pero sólo cuatro de estas tenían más de 2000 habitantes. El número de cofradías también era elevado, se contabilizaron ochenta y una en 1676.
En 1818, con ocasión de la revisión de los distritos eclesiásticos en el Reino de las Dos Sicilias mediante la bula De utiliori del papa Pío VII, la provincia eclesiástica de Otranto fue reducida a tres sufragáneas, Gallipoli, Lecce y Ugento. Mientras que las otras dos diócesis fueron suprimidas: Alessano se unió a Ugento, mientras que el territorio de Castro fue anexado al de Otranto.
El 28 de septiembre de 1960 perdió la diócesis de Lecce (hoy arquidiócesis), que después de un siglo de sufragio de la arquidiócesis de Otranto, con la bula Cum a nobis del papa Juan XXIII, pasó a estar inmediatamente sujeta a la Santa Sede.
El 5 de octubre de 1980 el papa Juan Pablo II realizó una peregrinación a Otranto con ocasión de las celebraciones del V centenario del martirio de Pendinelli y de otros 800 fieles de Otranto.
El 20 de octubre de 1980, manteniendo el rango de arquidiócesis, Otranto perdió el título metropolitano y pasó a ser sede sufragánea de la arquidiócesis de Lecce.
El 16 de julio de 1988 algunos cambios territoriales llevaron a la transferencia de las parroquias de Depressa y Sant'Eufemia (comuna de Tricase) a la diócesis de Ugento-Santa María de Leuca, y de la parroquia de Borgagne (comuna de Melendugno) a la arquidiócesis de Lecce. Al mismo tiempo Otranto anexó tres parroquias de la comuna de Galatina de la diócesis de Nardò-Gallipoli, mediante el decreto Ad liberius de la Congregación para los Obispos.

## Estadísticas
Según el Anuario Pontificio 2022 la arquidiócesis tenía a fines de 2021 un total de 185 760 fieles bautizados.
| Año                                                                             | Población            | Población | Población      | Sacerdotes | Sacerdotes    | Sacerdotes    | Bautizados por sacerdote | Diáconos permanentes | Religiosos | Religiosos | Parroquias |
| Año                                                                             | Bautizados católicos | Total     | % de católicos | Total      | Clero secular | Clero regular | Bautizados por sacerdote | Diáconos permanentes | Varones    | Mujeres    | Parroquias |
| ------------------------------------------------------------------------------- | -------------------- | --------- | -------------- | ---------- | ------------- | ------------- | ------------------------ | -------------------- | ---------- | ---------- | ---------- |
| 1950                                                                            | 187 937              | 187 941   | 100.0          | 172        | 142           | 30            | 1092                     |                      | 43         | 231        | 59         |
| 1970                                                                            | 189 370              | 189 400   | 100.0          | 143        | 106           | 37            | 1324                     |                      | 47         | 300        | 65         |
| 1980                                                                            | 198 000              | 198 046   | 100.0          | 138        | 111           | 27            | 1434                     |                      | 36         | 241        | 67         |
| 1990                                                                            | 202 800              | 203 300   | 99.8           | 143        | 113           | 30            | 1418                     |                      | 35         | 249        | 80         |
| 1999                                                                            | 198 468              | 198 968   | 99.7           | 143        | 114           | 29            | 1387                     |                      | 32         | 228        | 80         |
| 2000                                                                            | 197 000              | 197 500   | 99.7           | 144        | 115           | 29            | 1368                     |                      | 32         | 228        | 80         |
| 2001                                                                            | 196 000              | 196 500   | 99.7           | 142        | 115           | 27            | 1380                     |                      | 30         | 225        | 80         |
| 2002                                                                            | 198 468              | 198 968   | 99.7           | 144        | 116           | 28            | 1378                     |                      | 32         | 218        | 80         |
| 2003                                                                            | 196 042              | 198 042   | 99.0           | 146        | 118           | 28            | 1342                     | 5                    | 36         | 216        | 80         |
| 2004                                                                            | 197 042              | 198 042   | 99.5           | 145        | 117           | 28            | 1358                     | 5                    | 32         | 208        | 80         |
| 2013                                                                            | 201 400              | 202 400   | 99.5           | 126        | 107           | 19            | 1598                     | 5                    | 20         | 136        | 80         |
| 2016                                                                            | 191 700              | 193 700   | 99.0           | 127        | 105           | 22            | 1509                     | 5                    | 23         | 124        | 80         |
| 2019                                                                            | 188 000              | 189 000   | 99.5           | 123        | 102           | 21            | 1528                     | 5                    | 23         | 178        | 80         |
| 2021                                                                            | 185 760              | 188 260   | 98.7           | 121        | 100           | 21            | 1535                     | 4                    | 23         | 120        | 80         |
| Fuente: Catholic-Hierarchy, que a su vez toma los datos del Anuario Pontificio. |                      |           |                |            |               |               |                          |                      |            |            |            |

## Episcopologio
- Benedetto? † (circa 431)[nota 1]

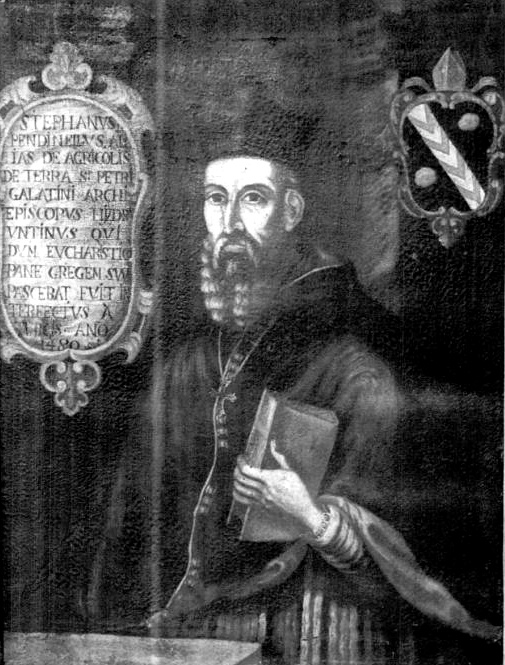
Stefano Pendinelli, arzobispo de Otranto (1451-1480)

- Pietro I † (antes de 595-después de 601)[nota 2]
- Andrea † (mencionado en 649)
- Giovanni † (mencionado en 680)
- Marco † (mencionado en 879)[nota 3]
- Anónimo † (mencionado en 921)[6]
- Pietro II † (mencionado en 968)
- Anónimo † (mencionado en 1022 circa)
- Ipazio † (mencionado en 1054)
- Cristoforo † (segunda mitad del siglo XI)[19]
- Anónimo † (mencionado en 1066)[nota 4]
- Ugo † (1067-después de 1071)
  - Giovanni † (mencionado en 1079) (antiobispo de rito bizantino)
- Guglielmo † (mencionado en 1088)
- Berardo † (antes de agosto de 1090-después de marzo de 1101)[20]
- Anónimo † (mencionado en 1106)
- Anónimo † (mencionado en 1112)[20]
- Pietro IV † (antes de 1118[20]-después de 1126)
- Girolamo † (mencionado en 1154)
- Gionata † (antes de 1163-después de 1179)[21]
- Lucio	† (1182-1185)[nota 5]
- Guglielmo di Aversa † (antes de agosto de 1189-después de junio de 1200)[21][nota 6]
- Anónimo † (mencionado en 1203)[21]
- Anónimo † (mencionado de noviembre de 1215 a febrero de 1218)[21]
- Tancredi degli Annibali † (antes de junio de 1219-después de agosto de 1235 falleció)[21]
- Giocondo Paladini? † (circa 1240-1253)[nota 7]
- Matteo de Palma † (3 de mayo 1253-circa 1282[nota 8]falleció)
  - Tancredo di Montefusco † (1282-1283) (obispo electo)
- Giacomo † (19 de agosto de 1283-agosto de 1309 falleció)
- Tommaso † (15 de abril de 1310-1320 falleció)
- Luca, O.P.  † (30 de enero de 1321-1329 falleció)
- Orso Minutolo † (23 de enero de 1329-27 de junio de 1330 nombrado arzobispo de Salerno)
- Giovanni, O.P. † (27 de junio de 1330-1345 falleció)
- Rinaldo (o Reginaldo) † (12 diciembre de 1345-4 de enero de 1351 nombrado arzobispo de Patras)
- Filippo di Lanzano † (20 de mayo 1351-1363 nombrado arzobispo de Capua)[nota 9]
- Giacomo d'Itri † (20 diciembre de 1363-18 de enero de 1376 nombrado patriarca de latino de Constantinopla)
  - Giacomo d'Itri † (18 de enero de 1376-6 de noviembre de 1378 excomulgado)[nota 10](administrador apostólico)
- Obediencia aviñonesa:
  - Guglielmo da Urbino, O.F.M. † (15 de enero de 1379-1393 falleció) (administrador apostólico)[nota 11]
  - Riccardo † (29 de marzo de 1393-?)
- Obediencia romana:
  - Tirello Caracciolo † (1380-?)
  - Pietro † (1382 o 1385-12 de abril de 1389 nombrado arzobispo de Tarento)
  - Giovanni † (25 de enero de 1390-?)
  - Filippo † (16 de abril de 1395-1417 falleció)
- Aragonio Malaspina † (23 de febrero de 1418-1424 falleció)
- Nicolò Pagano † (1 diciembre de 1424-1451 falleció)
- Stefano Pendinelli † (16 de junio de 1451-1 de agosto de 1480 falleció)
- Serafino da Squillace, O.F.M. † (20 de octubre de 1480-1514 falleció)
- Giovanni Giacomo Dino, O.F.M. † (1514-1514 falleció)
- Fabrizio Di Capua † (29 de marzo de 1514-1526 renunció)
- Alessandro Cesarini † (9 de abril de 1526-22 de marzo de 1536 renunció)
- Pietro Antonio Di Capua † (22 de marzo de 1536-1579 falleció)
- Pedro Corderos † (21 de octubre de 1579-1585 falleció)
- Marcello Acquaviva † (25 de febrero de 1587-1606 renunció)
- Lucio (de) Morra † (20 de noviembre de 1606-1623 falleció)
- Diego Lopez de Andrada, O.E.S.A. † (20 de noviembre de 1623-22 de agosto de 1628 falleció)
  - Sede vacante (1628-1635)
  - Fabrizio degli Antinori † (1630-13 de noviembre de 1630 nombrado obispo de Siracusa) (obispo electo)
- Gaetano Cossa, C.R. † (7 de mayo 1635-1655 falleció)
- Gabriel Adarzo de Santander, O. de M. † (24 de septiembre de 1657-abril de 1674 falleció)
- Ambrogio Maria Piccolomini, O.S.B.Oliv. † (27 de mayo 1675-circa 1682 falleció)
- Ferdinando de Aguinar y Saavedra † (24 de abril de 1684-diciembre de 1689 falleció)
- Francesco Maria d'Aste † (22 de mayo 1690-12 de julio de 1719 falleció)
  - Sede vacante (1719-1722)
- Michele Orsi † (2 de marzo de 1722-junio de 1752 falleció)
- Marcello Papiniano Cusani † (12 de marzo de 1753-11 de febrero de 1754 nombrado arzobispo de Palermo)
- Nicolò Caracciolo, C.R. † (1 de abril de 1754-23 de septiembre de 1766 renunció)
- Giulio Pignatelli, O.S.B. † (16 de febrero de 1767-20 de junio de 1784 renunció[nota 12])
  - Sede vacante (1784-1792)
- Vincenzo Maria Morelli, C.R. † (27 de febrero de 1792-22 de agosto de 1812 falleció)
  - Sede vacante (1812-1818)
- Andrea Mansi, O.F.M. † (6 de abril de 1818-1 de marzo de 1832 falleció)
- Vincenzo Andrea Grande † (20 de enero de 1834-13 de febrero de 1871 falleció)
- Giuseppe Caiazzo, O.S.A. † (23 diciembre de 1872-25 de julio de 1883 falleció)
- Rocco Cocchia, O.F.M.Cap. † (9 de agosto de 1883-23 de mayo 1887 nombrado arzobispo de Chieti)[nota 13]
- Salvatore Maria Bressi, O.F.M.Cap. † (23 de mayo 1887-23 de enero de 1890 falleció)
- Gaetano Caporali, C.Pp.S. † (23 de junio de 1890-23 de noviembre de 1911 falleció)
- Giuseppe Ridolfi † (10 de agosto de 1912-12 de agosto de 1915 renunció[nota 14])
  - Sede vacante (1915-1918)
  - Nicola Giannattasio † (7 diciembre de 1916-?) (arzobispo electo)
- Carmelo Patanè † (11 de enero de 1918-7 de julio de 1930 nombrado arzobispo de Catania)
- Cornelio Sebastiano Cuccarollo, O.F.M.Cap. † (24 de octubre de 1930-10 de julio de 1952 renunció[nota 15])
- Raffaele Calabria † (10 de julio de 1952 por sucesión-12 de julio de 1960 nombrado arzobispo coadjutor de Benevento[nota 16])
- Gaetano Pollio, P.I.M.E. † (8 de septiembre de 1960-5 de febrero de 1969 nombrado arzobispo de Salerno)
- Nicola Riezzo † (28 de abril de 1969-27 de enero de 1981 retirado)
- Vincenzo Franco † (27 de enero de 1981-8 de abril de 1993 retirado)
- Francesco Cacucci (8 de abril de 1993-3 de julio de 1999 nombrado arzobispo de Bari-Bitonto)
- Donato Negro (29 de abril de 2000-19 de abril de 2023 retirado)
- Francesco Neri, O.F.M.Cap., desde el 19 de abril de 2023